# Getreidebock
Der Getreidebock (Calamobius filum) ist ein Käfer aus der Familie der Bockkäfer (Cerambycidae).

## Merkmale
Der Getreidebock wird 5 bis 11 Millimeter lang. Der Körper ist selbst für einen Bockkäfer außerordentlich gestreckt und schlank. Er ist schwarz mit einem leichten Bleiglanz und einer kurzen grauen Behaarung. Der Kopf und der zylindrische Halsschild sind fast so breit wie die Deckflügel. Die sehr dünnen Fühler der Männchen sind doppelt so lang wie der Körper, die Fühler der Weibchen eineinhalb mal so lang.

## Verbreitung
Er kommt in Südeuropa und im südlichen Mitteleuropa vor, dazu in der Ukraine bis in den Kaukasus sowie in der Türkei und Nordafrika. Gelegentlich wird er in Niederösterreich und manchmal auch in Oberösterreich gefunden. In Deutschland hat sich die wärmeliebende Art in den letzten Jahrzehnten nach Norden verbreitet, insbesondere entlang besonderer Verkehrswege, wie Bahn- und Flussdämmen. Häufig ist die Art inzwischen in der Oberrheinischen Tiefebene.

## Lebensweise
Die Larve entwickelt sich in Gräsern wie Knäuelgras und Glatthafer, manchmal auch in Getreide. Das Ei wird einzeln unterhalb der Ähre in den Halm gelegt, wo die Larve im Halmgewebe frisst, bis die Ähre abbricht. Danach frisst sie im Stängelmark abwärts, wobei die Knoten durchbohrt werden. Die Verpuppung erfolgt nach der Überwinterung im Frühjahr 50 bis 80 Millimeter über der Erde in einem Lager aus Kot und Nagespänen, manchmal auch in der Erde. Die Imago erscheint von Mai bis Juli, sitzt an den Gräsern oder fliegt umher.

## Bilder

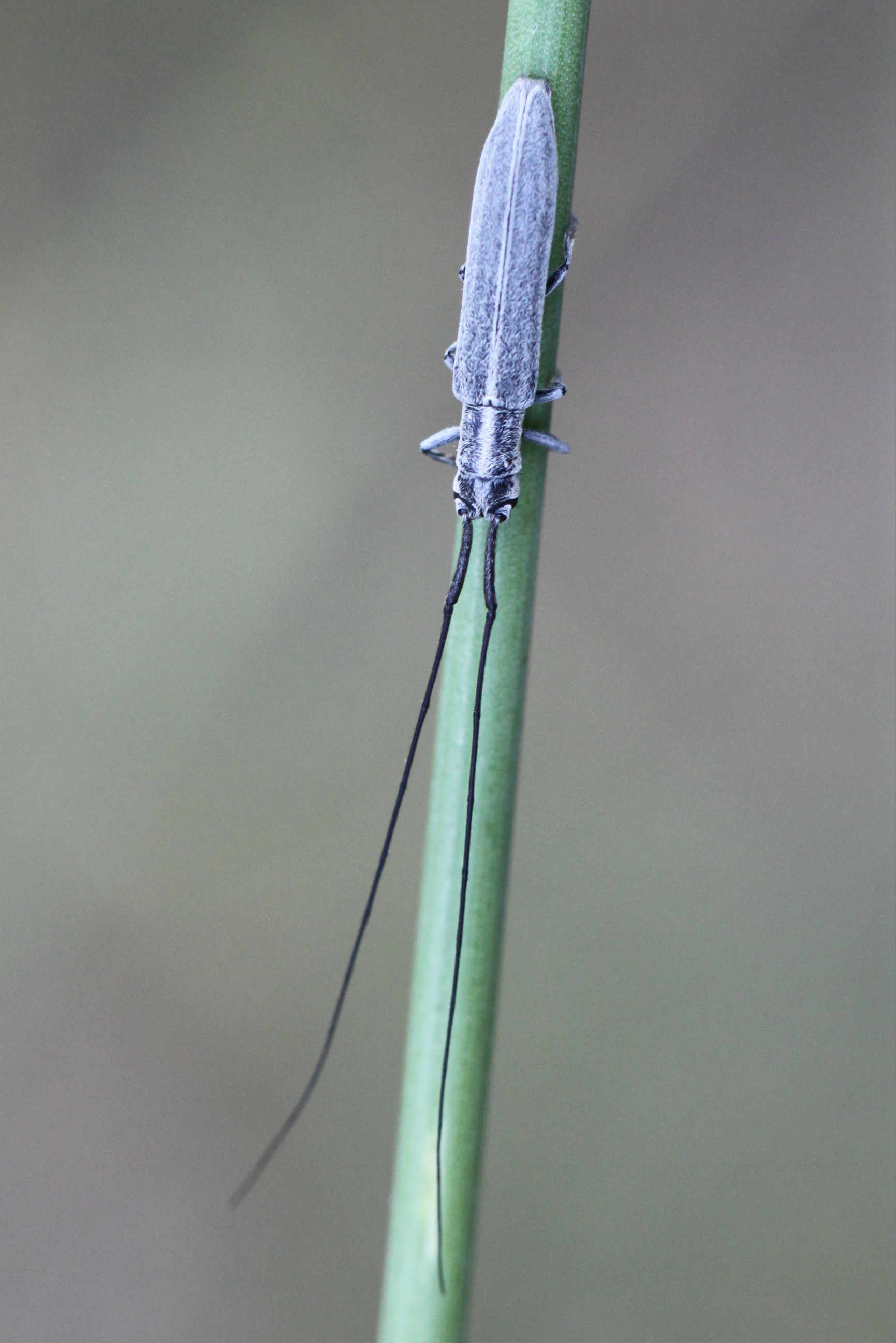
Dorsalansicht
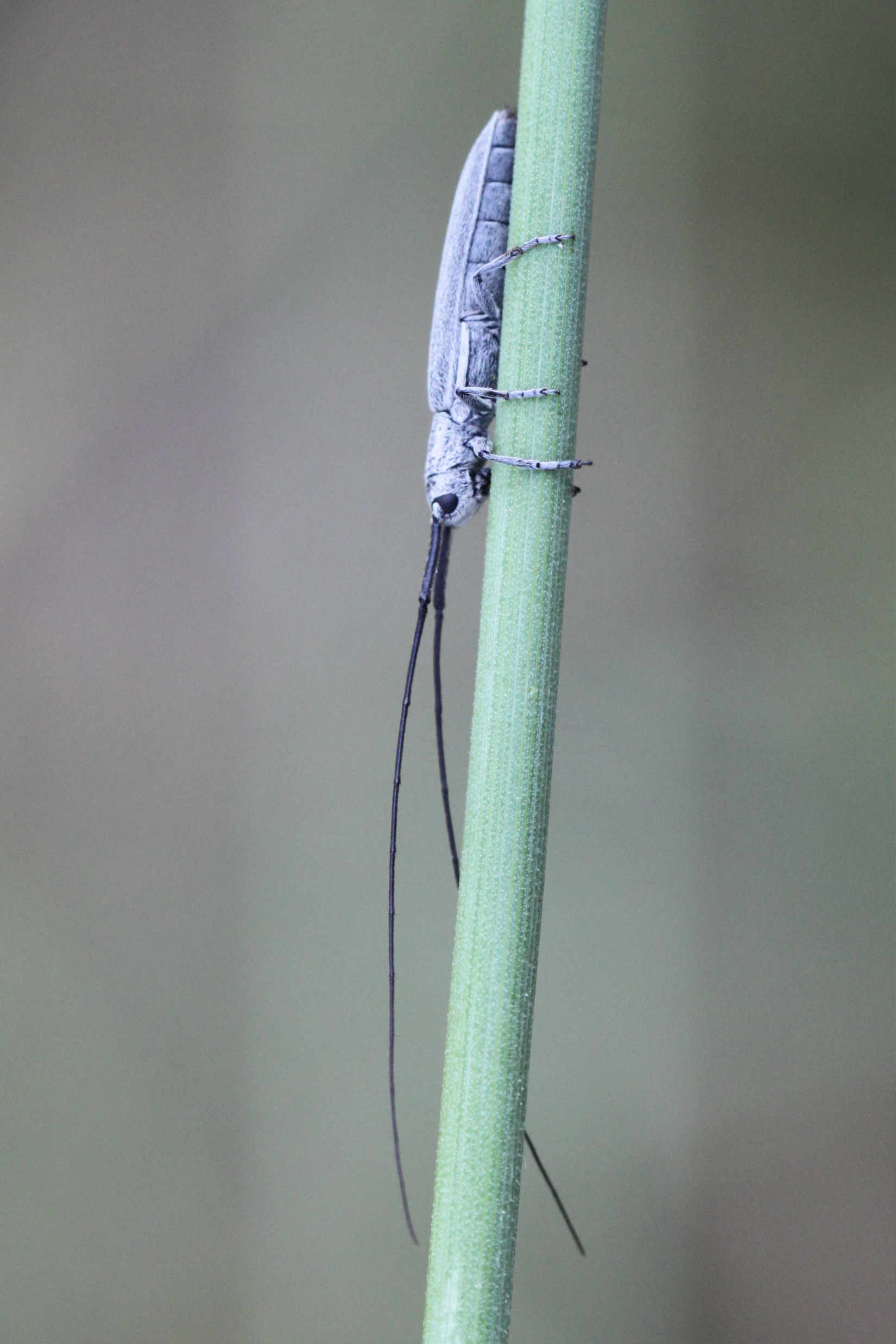
Seitenansicht